# Aeropuerto de Vaasa
El Aeropuerto de Vaasa (en finlandés Vaasan lentoasema, Vasa flygplats) (IATA: VAA, OACI: EFVA) está ubicado a 9 km al sureste de Vaasa. Es el quinto aeropuerto más grande de Finlandia en términos de pasajeros. En 2007, 321.928 pasajeros pasaron por el aeropuerto. En 2005, y de nuevo en 2008, el aeropuerto de Vaasa fue elegido como Aeropuerto del Año de Finlandia. Los principales usuarios del aeropuerto de Vaasa son Blue1 y Finnair. El aeropuerto también cuenta a menudo con aerolíneas chárter con destinos a Bulgaria, las islas Canarias, Grecia, España, Turquía y Tailandia.

## Estadísticas
Ver fuente y consulta Wikidata.
| Año  | Doméstico | Internacional | Total pasajeros | Variación |
| ---- | --------- | ------------- | --------------- | --------- |
| 2000 | 227,523   | 98,851        | 326,374         | +4.2%     |
| 2001 | 216,409   | 95,651        | 312,060         | −4.4%     |
| 2002 | 194,651   | 74,466        | 269,117         | −13.8%    |
| 2003 | 169,088   | 79,836        | 248,924         | −7.5%     |
| 2004 | 166,836   | 94,480        | 261,316         | +5.0%     |
| 2005 | 178,378   | 118,886       | 297,264         | +13.8%    |
| 2006 | 195,045   | 111,106       | 306,151         | +3.0%     |
| 2007 | 213,833   | 108,095       | 321,928         | +5.3%     |
| 2008 | 234,447   | 108,948       | 343,395         | +6.7%     |
| 2009 | 207,274   | 86,983        | 294,257         | −14.3%    |
| 2010 | 194,102   | 94,040        | 288,142         | −2.1%     |
| 2011 | 226,931   | 111,568       | 338,499         | +18.0%    |

## Aerolíneas y destinos
| Aerolíneas                       | Destinos                    |
| -------------------------------- | --------------------------- |
| airBaltic                        | Riga, Umeå                  |
| Blue1                            | Copenhague, Helsinki        |
| Blue1 operado por Golden Air     | Helsinki, Estocolmo-Arlanda |
| Finnair                          | Helsinki                    |
| Finnair operado por Flybe Nordic | Helsinki                    |
| Norwegian Air Shuttle            | Estocolmo-Arlanda           |